# Акрон (митологија)
Акрон (лат. Acron) је било име више личности у римској митологији.

## Митологија
- Краљ Сабињана, који је наговорио своје сународнике да се освете Римљанима због отмице њихових кћери. Да би се избегло крвопролиће на обе стране, Акрон је изашао на двобој са Ромулом; када је убио сабињанског краља, а пошто су се два народа ујединила (Римљани и Сабињани), Ромул је посветио Акроново оружје Јупитеру Феретрију на Капитолу. Овим се објашњава обичај посвећивања оружја боговима (spolia opima).
- Стрелац у Енејиној војсци, кога је убио Мезенције.[1]